# Vegetationsperiod
Vegetationsperiod eller frostfri period är tiden av året då växter växer. Under vegetationsperioden kan växterna fortgående åstadkomma tillväxt i fråga om näring och generativitet, med celldelning och cellsträckning. Det är perioden under året med mest gynnande växtförhållanden för inhemsk växtlighet och odlade grödor. Längden på vegetationsperioden varierar beroende på växt och trakt och minskar i allmänhet med ökat avstånd från ekvatorn. Vegetationsperiod skiftar också efter höjd över havsytan, med tendens hos högre höjder att ha kortare vegetationsperioder. Generellt räknas med att vintervilan avbryts så att tillväxten kan börja då dygns medeltemperatur är högre än 3–5 °C. Den numerär dagar då temperaturer överstiger den här nivån avgör längden på vegetationsperioden. I allmänhet varar ekvatoriala och tropiska regioners vegetationsperiod hela året, samtidigt som den på högre latituder, exempelvis tundran, kan räcka så lite som två månader eller mindre.
Hur lång vegetationsperioden är avgör ofta vilka grödor man kan odla i en region; en del växer snabbt till sig och andra fordrar långa vegetationsperioder. Växter som är fleråriga i ett varmt klimat kan man ibland odla som årliga i kallare områden; genom att korsa tåliga växtarter med mindre tåliga men mer produktiva typer har växtodlare fått fram åtråvärda nya sorter som växer till sig på en kortare tid. Vegetationsperioden påverkas av betingelsekombinationer, exempelvis har i Pacific Northwest i nordvästra USA vinterns kraftiga regnande och de torra somrarna skapat en sorts Medelhavsklimat i de skyddade dalarna och kustsluttningarna. I detta klimat sker tillväxt hos växter under vintern och vila under sommaren.

## Vegetationsperiod efter temperatur
Man mäter vegetationsperioders längd på två sätt. Det ena sättet räknar dagarna på året då medeltemperaturen ligger över gränsen vid vilken grödor kommer att gro och fortsätta att växa (jämte autokton växtlighet). Det här måttet varierar mellan olika slags grödor. Exempelvis behöver vete och många andra växter en medeltemperatur på minst 5 °C för att gro. Andra, som majs, har en gräns för groende på 10 °C; ris har en till och med ännu högre gräns, cirka 20 °C. Normalt stiger medeltemperaturer i de tempererade zonerna över gränsen under största delen av vegetationsperioden — som varar från då gränsen nås på våren tills då temperaturer sjunker under den. För växter krävs att medeltemperaturer är ovanför gränsen under största delen av säsongen för att de ska mogna snabbt. Där medeltemperaturer på grund av latitud eller höjd hålls på eller nära gränsen alltigenom säsongen blir växter långsammare mogna och inte fullt så utvecklade som de kommer att bli i mer lämpliga temperaturer.

## Vegetationsperiod efter vattenförhållanden
Det andra sättet att mäta vegetationsperioder anges genom frostfria dagar, alltså medeltalet dagar mellan vårens sista frost och höstens eller vinterns första dödande frost. Största delen av jordbruket fordrar en frostfri säsong på minst cirka 90 dagar. Vissa, till exempel bergiga, områden av länder i de tempererade zonerna har kortare frostfria säsonger än 90 dagar långa, och det här gäller även för subarktiska regioner. I sådana områden finns bara grödor som kan gro och bli fullvuxna på sina kortare säsonger. På dessa högre latituder uppväger dock den mycket ökade varaktigheten av dagsljus på sommaren i betydande grad för kortare frostfria säsonger. I andra områden inom de tempererade zonerna, där höga medeltemperaturer i hög grad förlängs av varma ocean- eller luftströmmar, kan antalet frostfria dagar varje år vara 240 eller fler.
I tempererade klimat begränsas vegetationsperioden av förändringar i temperatur över årstiderna och definieras som tiden mellan vårens sista dödande frost och höstens första dödande frost, perioden då ettåriga växter dör och tvååriga och fleråriga växter upphör med aktiv tillväxt och blir vilande under de kalla månaderna av vinter. I tropiska klimat, som har mindre förändringar i temperaturer över årstiderna, avgör hur mycket fukt som finns tillgängligt ofta perioderna för tillväxt av växter; under regnperioden är tillväxten riklig och under torrperioden blir åtskilliga växter vilande. I ökenområden beror tillväxt nästan uteslutande på fuktighet. Arktis' vegetationsperiod är kort men koncentrerad; eftersom antalet timmar med dagsljus är så stort motsvarar den totala mängden solljus den för en tempererad vegetationsperiod med kortare dagar.